# Млечни производи
Млечни производи су прехрамбени производи који садрже млеко сисара или се производе од њега. Првенствено се производе од сисара попут говеда, водених бивола, коза, оваца, камила и људи. Они укључују и прехрамбене производе и млечне напитке као што су: 
Поред млека у људској исхрани се користе и млечни производи, као што су:
- крем,
- бутер, маслац
- јогурт,
- сладолед,
- сир,
- кајмак,
- сурутка,
- шлаг,
- пудинг,
- кисело млеко,
- качкаваљ,
- вурда,
- белмуж,
- кефир,
- лактоза,
- млеко у праху и
- чоколадно млеко.[1][2]

Млечни производи се често производе у домаћинству а индустријски или занатски објекат у ком се производе млечни производи назива се млекара. Конзумирају се широм света, са изузетком већине источне и југоисточне Азије и делова централне Африке.